# Eilema stramineola
Eilema stramineola är en fjärilsart som beskrevs av Doubleday 1847. Eilema stramineola ingår i släktet Eilema och familjen björnspinnare. Inga underarter finns listade i Catalogue of Life.